# Japansk løn
Japansk løn (Acer palmatum) er en løvfældende busk eller et lille træ med en vækstform, der først er opret, men som senere bliver overhængende. På grund af den uregelmæssige vækst og også på grund af de røde høstfarver plantes arten og dens sorter meget i haverne. Desuden er den meget brugt som bonsaiplante.

## Beskrivelse
Japansk løn er en løvfældende busk eller et lille træ. Vækstformen er først opret, men senere bliver den overhængende. Stammen er ganske kort, og hovedgrenene er opstigende. Barken er først rød, men den bliver senere grålig og svagt stribet. Knopperne er modsatte, røde og spidse.
Bladene er dybt indskårne (mere end halvvejs ind mod midterribben) og håndlappede med 5-11 lapper. Hver af lapperne er smalle og omvendt ægformede til lancetformede med savtakket bladrand og lang spids. Oversiden er friskt grøn, mens undersiden er lidt lysere. Høstfarven er klart rød. Blomsterne sidder i halvskærme, hvor hver blomst er rød, men ret lille. De vingede frø modner godt de fleste år og spirer villigt under de rette (fugtige, men veldrænede) forhold.
Rodnettet består af nogle få, højtliggende hovedrødder med mange fint forgrenede siderødder.
Højde x bredde og årlig tilvækst: 6 x 4 m (20 x 15 cm/år). Disse mål kan fx anvendes, når arten udplantes.

## Hjemsted
Japansk løn gror naturligt i Nordkina, Sydkorea og på de japanske hovedøer. Dér findes den på mineralrig, vulkansk jord med megen regn, og den optræder som underskov og skovbryn blandt andre løvfældende træer.
På den sydlige del af Tsukuba-bjergkæden i Ibaraki-præfekturet (på østkysten af Honshū), Japan, vokser arten sammen med bl.a. skæbnetræ, butbladet liguster, Castanea crenata (en art af kastanje), djævletræ, dværgazalea, Eriobotrya japonica ("japanmispel"), fliget kranstop, guldbåndslilje, haveaucuba, havehortensia, Hosta sieboldiana, hvid fredløs, hvid jodplante, hvid morbær, hækberberis, japanpileurt, japansk akshale, japansk asters, japansk avnbøg, japansk blommetaks, japansk blåregn, japansk bøg, japansk el, japansk fyr, japansk konvalbusk, japansk kryptomeria, japansk prydæble, japansk skimmia, japansk spiræa, japansk stjerneanis, japansk styrax, japansk sølvlys, japansk zelkova, kalopanax, kantet konval, kurilermagnolia, manchurisk aralie, mangeblomstret sølvblad, ranunkelbusk, Quercus glauca (en art af eg), rødnervet løn, smalbladet perikon, solcypres, Sorbus japonica (en art af røn), stikkelbærkiwi, stuearalie, tofarvet kløverbusk, vingebenved, Vitis thunbergii (en art af vin) og ægte kamelia

## Sorter
De forhandlede sorter er podet på frøplanter af kultivarene, typisk 'Atropurpureum'. Nogle sorter er frøkonstante, og det forekommer derfor at grundstammer sælges under sortsnavne.

1. Røde blade
- Acer palmatum 'Atropurpureum' (let slidset)
- Acer palmatum 'Bloodgood'
- Acer palmatum 'Crimson Queen' (slidset)
- Acer palmatum 'Garnet' (slidset)
- Acer palmatum 'Inaba-shidare' (slidset)
- Acer palmatum 'Red Pygmy' (dværgvækst og smalle bladafsnit)

2. Lyse blade
- Acer palmatum 'Dissectum'
- Acer palmatum 'Butterfly'

3. Normale blade
- Acer palmatum 'Osakazuki'

## Note
1. ↑  Takashi Kurihara og Kazuo Obata: Flora of Vascular Plants in the Southern Part of the Tsukuba Mountain Range Arkiveret 29. maj 2011 hos  Wayback Machine (engelsk)